# Oru, Kohtla-Järve
Oru linnaosa är en ort i Estland.   Den ligger i kommunen Kohtla-Järve linn och landskapet Ida-Virumaa, i den östra delen av landet, 160 km öster om huvudstaden Tallinn. Oru linnaosa ligger 49 meter över havet och antalet invånare är 1 266.
Terrängen runt Oru linnaosa är mycket platt. Runt Oru linnaosa är det glesbefolkat, med 13 invånare per kvadratkilometer. Närmaste större samhälle är Kohtla-Järve, 16,9 km väster om Oru linnaosa. I omgivningarna runt Oru linnaosa växer i huvudsak blandskog.